# Maria Bello
Maria Elena Bello (født 18. april 1967 i Norristown, Pennsylvania i USA ) er en Golden Globe-nomineret skuespiller fra USA. Hun er bedst kendt for sine roller i filmene Coyote Ugly, The Jane Austen Book Club og A History of Violence.
Bello fik sit gennembrud som "Dr. Anna Del Amico" i TV-serien Skadestuen hvor hun var en del af den faste rolleliste fra 1997 til 1998. Kort tid efter fik hun en større rolle i Ben Stillers Permanent Midnight (1998) og medvirkede sammen med Mel Gibson i Payback (1999).

## Privatliv
Bello har også en søn ved navn Jackson Blue, født i 2001, med ekskæresten Dan McDermott, som hun havde et længerevarende forhold med. Bello er også en Muay Thaiudøver. I juli 2008 blev hun forlovet med musikeren Bryn Mooser; en dato for brylluppet er endnu ikke blevet offentligtgjort.
Bello og Carrie-Anne Moss fra The Matrix er bedste venner, og de er gudmødre til hinandens børn.

## Filmografi
| År   | Titel                                 | Rolle                                      | Noter |
| ---- | ------------------------------------- | ------------------------------------------ | ----- |
| 1998 | Permanent Midnight                    | Kitty                                      |       |
| 1999 | Payback                               | Rosie                                      |       |
| 2000 | Coyote Ugly                           | Lil Lovell                                 |       |
| 2000 | Duets                                 | Suzi Loomis                                |       |
| 2002 | Auto Focus                            | Patricia Olson/Patrica Crane/Sigrid Valdis |       |
| 2003 | The Cooler                            | Natalie Belisario                          |       |
| 2004 | Silver City                           | Nora Allardyce                             |       |
| 2004 | Secret Window                         | Amy Rainey                                 |       |
| 2005 | Assault on Precinct 13                | Alex Sabian                                |       |
| 2005 | A History of Violence                 | Edie Stall                                 |       |
| 2005 | The Dark                              | Adele                                      |       |
| 2006 | Thank You for Smoking                 | Polly Bailey                               |       |
| 2006 | The Sisters                           | Marcia Prior Glass                         |       |
| 2006 | Flicka                                | Nell McLaughlin                            |       |
| 2006 | World Trade Center                    | Donna McLoughlin                           |       |
| 2007 | The Jane Austen Book Club             | Jocelyn                                    |       |
| 2007 | Towelhead                             | Gail                                       |       |
| 2007 | Butterfly on a Wheel                  | Abby Warner                                |       |
| 2008 | Downloading Nancy                     | Nancy                                      |       |
| 2008 | The Yellow Handkerchief               | May                                        |       |
| 2008 | The Mummy: Tomb of the Dragon Emperor | Evelyn Carnahan-O'Connell                  |       |
| 2009 | The Private Lives of Pippa Lee        | Suky                                       |       |